# الإدارة الأفغانية المؤقتة
كانت دولة أفغانستان الإسلامية الانتقالية، والمعروفة أيضًا باسم السلطة الانتقالية الأفغانية، اسم إدارة مؤقتة لأفغانستان وضعها اللويا جيرغا في يونيو 2002. خلفت الإدارة دولة أفغانستان الإسلامية وسبقت جمهورية أفغانستان الإسلامية، والتي سقطت في أغسطس 2021 بيد حركة طالبان.